# Message in a Bottle (single)
Message in a Bottle is een nummer van de Britse band The Police. Het nummer verscheen op hun album Reggatta de Blanc uit 1979. Op 21 september van dat jaar werd het nummer uitgebracht als de eerste single van het album.

## Achtergrond
"Message in a Bottle" gaat over een persoon die is gestrand op een onbewoond eiland. Hij maakt gebruik van flessenpost op zoek naar liefde. Een jaar later heeft hij nog geen antwoord ontvangen, maar de volgende dag vindt hij "honderd miljard flessen" aan de kust van mensen die op zoek zijn naar hetzelfde.
Het was de eerste van vijf nummer 1-hits in het Verenigd Koninkrijk, het thuisland van The Police. Daarnaast behaalde het de eerste positie in Ierland en Spanje, alsmede een tweede plaats in Canada en een vijfde plaats in Australië.
In Nederland werd de plaat veel gedraaid op Hilversum 3 en het werd een grote hit. De plaat bereikte de tweede positie in zowel de Nederlandse Top 40 als de TROS Top 50 en werd Dancesmash op Radio 538. In de Nationale Hitparade werd de vierde positie bereikt en in de Europese hitlijst op Hilversum 3, de TROS Europarade, werd de negende positie bereikt.
In België bereikte de plaat de vijfde positie in de Vlaamse Ultratop 50 en de zesde positie in de Vlaamse Radio 2 Top 30.
Het tijdschrift Rolling Stone zette het nummer op de 65e plaats in hun lijst "100 Greatest Guitar Songs of All Time". Zanger en bassist Sting zei dat het zijn favoriete Police-nummer is. Drummer Stewart Copeland zei dat het een van de beste studiomomenten van de band was, terwijl gitarist Andy Summers zei dat het het beste nummer was dat Sting ooit heeft geschreven.
De gitaarriff voor "Message in a Bottle" was oorspronkelijk bedoeld voor een ander nummer. Tijdens de eerste Amerikaanse tournee van de band paste Summers deze riff aan zodat deze bij dit nummer zou passen. Het nummer werd voor het eerst gespeeld tijdens het BBC-programma Rock Goes to College. De band doneerde alle inkomsten van deze show aan de Hatfield Polytechnic College, waar de show was opgenomen.
The Police speelde het nummer als afsluiter van het Amerikaanse deel van Live Earth, met John Mayer op gitaar en Kanye West die een rap uitvoerde tijdens het refrein. De Amerikaanse rockband American Hi-Fi coverde het nummer in 2003 voor de film Rugrats Go Wild. Sander van Doorn maakte in 2006 onder de naam Filterfunk een dancecover van het nummer genaamd "S.O.S. (Message in a Bottle)". Deze versie behaalde de 19e positie in de Nederlandse Top 40 op Radio 538 en de 30e positie in de Mega Top 50 op 3FM. Ook stond de single in Frankrijk en Finland in de hitlijsten.

## Hitnoteringen

### The Police

#### Nederlandse Top 40
| Hitnotering: 06-10-1979 t/m 08-12-1979 | Hitnotering: 06-10-1979 t/m 08-12-1979 | Hitnotering: 06-10-1979 t/m 08-12-1979 | Hitnotering: 06-10-1979 t/m 08-12-1979 | Hitnotering: 06-10-1979 t/m 08-12-1979 | Hitnotering: 06-10-1979 t/m 08-12-1979 | Hitnotering: 06-10-1979 t/m 08-12-1979 | Hitnotering: 06-10-1979 t/m 08-12-1979 | Hitnotering: 06-10-1979 t/m 08-12-1979 | Hitnotering: 06-10-1979 t/m 08-12-1979 | Hitnotering: 06-10-1979 t/m 08-12-1979 | Hitnotering: 06-10-1979 t/m 08-12-1979 |
| Week                                   | 1                                      | 2                                      | 3                                      | 4                                      | 5                                      | 6                                      | 7                                      | 8                                      | 9                                      | 10                                     |                                        |
| -------------------------------------- | -------------------------------------- | -------------------------------------- | -------------------------------------- | -------------------------------------- | -------------------------------------- | -------------------------------------- | -------------------------------------- | -------------------------------------- | -------------------------------------- | -------------------------------------- | -------------------------------------- |
| Nummer                                 | 34                                     | 21                                     | 12                                     | 9                                      | 5                                      | 2                                      | 3                                      | 5                                      | 13                                     | 24                                     | uit                                    |

#### Nationale Hitparade
| Hitnotering: 20-10-1979 t/m 22-12-1979 | Hitnotering: 20-10-1979 t/m 22-12-1979 | Hitnotering: 20-10-1979 t/m 22-12-1979 | Hitnotering: 20-10-1979 t/m 22-12-1979 | Hitnotering: 20-10-1979 t/m 22-12-1979 | Hitnotering: 20-10-1979 t/m 22-12-1979 | Hitnotering: 20-10-1979 t/m 22-12-1979 | Hitnotering: 20-10-1979 t/m 22-12-1979 | Hitnotering: 20-10-1979 t/m 22-12-1979 | Hitnotering: 20-10-1979 t/m 22-12-1979 | Hitnotering: 20-10-1979 t/m 22-12-1979 | Hitnotering: 20-10-1979 t/m 22-12-1979 |
| Week                                   | 1                                      | 2                                      | 3                                      | 4                                      | 5                                      | 6                                      | 7                                      | 8                                      | 9                                      | 10                                     |                                        |
| -------------------------------------- | -------------------------------------- | -------------------------------------- | -------------------------------------- | -------------------------------------- | -------------------------------------- | -------------------------------------- | -------------------------------------- | -------------------------------------- | -------------------------------------- | -------------------------------------- | -------------------------------------- |
| Positie                                | 20                                     | 7                                      | 5                                      | 4                                      | 7                                      | 6                                      | 9                                      | 13                                     | 21                                     | 37                                     | uit                                    |

#### TROS Top 50
Hitnotering: 04-10-1979 t/m 20-12-1979. Hoogste notering: #2 (1 week).

#### TROS Europarade
Hitnotering: 14-10-1979 t/m 16-12-1979. Hoogste notering: #9 (1 week).

#### NPO Radio 2 Top 2000
| Nummer met noteringen in de NPO Radio 2 Top 2000 | '99 | '00 | '01 | '02 | '03 | '04 | '05 | '06 | '07 | '08 | '09 | '10 | '11 | '12 | '13 | '14 | '15 | '16 | '17 | '18 | '19 | '20 | '21 | '22 | '23 | '24 |
| ------------------------------------------------ | --- | --- | --- | --- | --- | --- | --- | --- | --- | --- | --- | --- | --- | --- | --- | --- | --- | --- | --- | --- | --- | --- | --- | --- | --- | --- |
| Message in a Bottle                              | 322 | 301 | 341 | 410 | 495 | 549 | 756 | 637 | 654 | 590 | 386 | 454 | 387 | 435 | 341 | 437 | 503 | 422 | 422 | 408 | 449 | 456 | 477 | 554 | 482 | 509 |

1. ↑  Een vetgedrukt getal geeft de hoogste notering aan.

### Filterfunk

#### Nederlandse Top 40
| Hitnotering: 22-04-2006 t/m 03-06-2006 | Hitnotering: 22-04-2006 t/m 03-06-2006 | Hitnotering: 22-04-2006 t/m 03-06-2006 | Hitnotering: 22-04-2006 t/m 03-06-2006 | Hitnotering: 22-04-2006 t/m 03-06-2006 | Hitnotering: 22-04-2006 t/m 03-06-2006 | Hitnotering: 22-04-2006 t/m 03-06-2006 | Hitnotering: 22-04-2006 t/m 03-06-2006 | Hitnotering: 22-04-2006 t/m 03-06-2006 |
| Week                                   | 1                                      | 2                                      | 3                                      | 4                                      | 5                                      | 6                                      | 7                                      |                                        |
| -------------------------------------- | -------------------------------------- | -------------------------------------- | -------------------------------------- | -------------------------------------- | -------------------------------------- | -------------------------------------- | -------------------------------------- | -------------------------------------- |
| Nummer                                 | 36                                     | 32                                     | 23                                     | 19                                     | 27                                     | 33                                     | 33                                     | uit                                    |

#### B2B Single Top 100
| Hitnotering: 15-04-2006 t/m 17-06-2006 | Hitnotering: 15-04-2006 t/m 17-06-2006 | Hitnotering: 15-04-2006 t/m 17-06-2006 | Hitnotering: 15-04-2006 t/m 17-06-2006 | Hitnotering: 15-04-2006 t/m 17-06-2006 | Hitnotering: 15-04-2006 t/m 17-06-2006 | Hitnotering: 15-04-2006 t/m 17-06-2006 | Hitnotering: 15-04-2006 t/m 17-06-2006 | Hitnotering: 15-04-2006 t/m 17-06-2006 | Hitnotering: 15-04-2006 t/m 17-06-2006 | Hitnotering: 15-04-2006 t/m 17-06-2006 | Hitnotering: 15-04-2006 t/m 17-06-2006 |
| Week                                   | 1                                      | 2                                      | 3                                      | 4                                      | 5                                      | 6                                      | 7                                      | 8                                      | 9                                      | 10                                     |                                        |
| -------------------------------------- | -------------------------------------- | -------------------------------------- | -------------------------------------- | -------------------------------------- | -------------------------------------- | -------------------------------------- | -------------------------------------- | -------------------------------------- | -------------------------------------- | -------------------------------------- | -------------------------------------- |
| Positie                                | 30                                     | 39                                     | 36                                     | 40                                     | 40                                     | 39                                     | 61                                     | 72                                     | 82                                     | 87                                     | uit                                    |